# 突崩潰
，是指對一些绝缘体或半導體施加足夠的電壓時，流過它們的電流突然增大。這主要與金屬原子外自由運動的電子有關。大部分的絕緣體或半導體載運電流的能力受限於能夠在原子外中自由運動的電子的不足，而強大的電流所產生的電子能夠擊出原子中的電子而使它變成自由電子。而由於上述的現象類似於雪崩產生的滾雪球效應，因此得名。